# Lijst van afleveringen van Bol en Smik
Dit is de lijst van afleveringen van de kinderserie Bol en Smik, een programma van Studio 100 NV.
| Seizoen | Aantal afleveringen | Uitgezonden Verenigd Koninkrijk    |  |
| ------- | ------------------- | ---------------------------------- |  |
| 1       | 26                  | 6 oktober 2008 – 7 november 2008   |  |
| 2       | 26                  | 19 oktober 2009 – 23 november 2009 |  |

## Seizoen 1
| Nr. | Originele titel (Nederlandse titel)                                | Uitzenddatum    |  |
| --- | ------------------------------------------------------------------ | --------------- |  |
| 1   | Something is Missing (Bol mist iets)                               | 6 oktober 2008  |  |
| 2   | A Door for Small (Een deur voor Smik)                              | 7 oktober 2008  |  |
| 3   | Fish Wish (De viswens)                                             | 8 oktober 2008  |  |
| 4   | A Space for Small (Een plek voor Smik)                             | 9 oktober 2008  |  |
| 5   | A Piece of Cake (De kers op de taart)                              | 10 oktober 2008 |  |
| 6   | The Worm in Big's Apple (De worm in Bols' appel)                   | 13 oktober 2008 |  |
| 7   | The Case of the Missing 'Saur (De zaak van de vermiste dinosaurus) | 14 oktober 2008 |  |
| 8   | Stormy Weather (Storm op komst)                                    | 15 oktober 2008 |  |
| 9   | Playing by the Rules (Spelen met de regels)                        | 16 oktober 2008 |  |
| 10  | A Sound Idea (Een klinkend idee)                                   | 17 oktober 2008 |  |
| 11  | Rain Dance (De regendans)                                          | 20 oktober 2008 |  |
| 12  | My Friend Fang (Mijn vriend Flits)                                 | 21 oktober 2008 |  |
| 13  | Starry, Starry Night (Een nacht vol sterren)                       | 22 oktober 2008 |  |
| 14  | Bad Luck Machine (De ongeluksmachine)                              | 23 oktober 2008 |  |
| 15  | The Big Sneeze (Hatsjoe)                                           | 24 oktober 2008 |  |
| 16  | The Mysterious Woods (Het geheimzinnige bos)                       | 27 oktober 2008 |  |
| 17  | Suprise, Suprise! (Verrassing!)                                    | 28 oktober 2008 |  |
| 18  | The Sleep Toy Thingie (Het knuffeltuffelbeest)                     | 29 oktober 2008 |  |
| 19  | Smashing Tomatoes (Tomaten in de puree)                            | 30 oktober 2008 |  |
| 20  | Picture Perfect                                                    | 31 oktober 2008 |  |
| 21  | Twiba's Treasure Hunt (Dwiba's schattenjacht)                      | 3 november 2008 |  |
| 22  | The Case of the Clogs                                              | 4 november 2008 |  |
| 23  | Twiba Takes Flight (Dwiba vliegt)                                  | 5 november 2008 |  |
| 24  | Cabin Fever                                                        | 6 november 2008 |  |
| 25  | Five Minute Sled                                                   |                 |  |
| 26  | The Gwelf in the Garden (De Quelf in de voortuin)                  | 7 november 2008 |  |

## Seizoen 2
| Nr. | Originele titel (Nederlandse titel)         | Uitzenddatum     |  |
| --- | ------------------------------------------- | ---------------- |  |
| 1   | Tall Small (Kamerkoorts)                    | 19 oktober 2009  |  |
| 2   | I Spy a Firefly (Vuurvliegjes)              | 20 oktober 2009  |  |
| 3   | Say Cheese (Op de foto)                     | 21 oktober 2009  |  |
| 4   | Celery Day (Selderijdag)                    | 22 oktober 2009  |  |
| 5   | The Singing Gwelf (De zingende Quelf)       | 23 oktober 2009  |  |
| 6   | The Road Not Taken (De onbekende wereld)    | 26 oktober 2009  |  |
| 7   | Party Time (Feestje)                        | 27 oktober 2009  |  |
| 8   | Dream Team (De dromenvanger)                | 28 oktober 2009  |  |
| 9   | I See, You Saw                              | 29 oktober 2009  |  |
| 10  | The Big Race (De grote race)                | 30 oktober 2009  |  |
| 11  | Abracadabra (Abracadabra)                   | 2 november 2009  |  |
| 12  | Frog Fight (Kwakende kikker)                | 3 november 2009  |  |
| 13  | The Broken Scooter (De scooter is gebroken) | 4 november 2009  |  |
| 14  | Blame It On The Draine (Afgevoerd)          | 5 november 2009  |  |
| 15  | Small's Branch (De tak van Smik)            | 6 november 2009  |  |
| 16  | Play Date (Het toneelstuk)                  | 9 november 2009  |  |
| 17  | The Case of the Missing Kohlrabi            | 10 november 2009 |  |
| 18  | Promises, Promises (Beloofd is beloofd)     | 11 november 2009 |  |
| 19  | Spring Fling                                | 12 november 2009 |  |
| 20  | Never Say No                                | 13 november 2009 |  |
| 21  | The Book of Big                             | 16 november 2009 |  |
| 22  | A Queit Day                                 | 17 november 2009 |  |
| 23  | The Missing Coockie                         | 18 november 2009 |  |
| 24  | Thar She Buzzes                             | 19 november 2009 |  |
| 25  | The Not So Happy Camper                     | 20 november 2009 |  |
| 26  | Big and Small Day (Bol en Smik dag)         | 23 november 2009 |  |